# Ugo (Name)
Ugo ist ein italienischer männlicher Vorname.

## Herkunft und Bedeutung
Ugo ist die italienische Form des männlichen Vornamens Hugo.

## Namensträger

### Vorname
- Ugo Abbondanza (1893–1971), italienischer Brigadegeneral
- Ugo Adinolfi (1943–2016), italienischer Schauspieler
- Ugo Amaldi (Mathematiker) (1875–1957), italienischer Mathematiker
- Ugo Amaldi (Physiker) (* 1934), italienischer Physiker
- Ugo Attardi (1923–2006), italienischer Maler, Bildhauer und Schriftsteller
- Ugo Benzi (1376–1439), italienischer Philosoph, Theologe und Professor der Medizin in Pavia, Bologna, Florenz und Padua
- Ugo Betti (1892–1953), italienischer Dramatiker
- Ugo Mifsud Bonniċi (* 1932), maltesischer Politiker
- Ugo Boncompagni (1502–1585), Papst von 1572 bis 1585, siehe Gregor XIII.
- Ugo Borgognoni (1160–1257), Gründer beziehungsweise Meister der Schule der Medizin von Salerno
- Ugo da Carpi (1480 bis zwischen 1520 und 1532), italienischer Holzschneider
- Ugo Cassina (1897–1964), italienischer Mathematiker und Mathematikhistoriker
- Ugo Cavallero (1880–1943), italienischer Feldmarschall
- Ugo Ceseri (1893–1940), italienischer Schauspieler
- Ugo Dossi (1943), deutscher bildender Künstler
- Ugo Drago (1915–2007), italienischer Jagdflieger
- Ugo Ehiogu (1972–2017), englischer Fußballspieler nigerianischer Abstammung
- Ugo Errera (1843–1888), italienischer Rechtsanwalt, Komponist und Pianist
- Ugo Fangareggi (1938–2017), italienischer Schauspieler
- Ugo Fano (1912–2001), italienischer theoretischer Physiker
- Ugo Ferrante (1945–2004), italienischer Fußballspieler
- Ugo Fontana (Fussballspieler) (Hugo Fontana; 1898–nach 1922), Schweizer Fußballspieler
- Ugo Fontana (Illustrator) (1921–1985), italienischer Kinderbuchillustrator
- Ugo Foscolo (1778–1827), italienischer Dichter
- Ugo Frigerio (1901–1968), italienischer Leichtathlet
- Ugo Giachery (1896–1989), italienischer Bahai
- Ugo Locatelli (1916–1993), italienischer Fußballspieler
- Ugo Malaguti (1945–2021), italienischer Schriftsteller, Verleger und Übersetzer
- Ugo Pasquale Mifsud (1889–1942), maltesischer Politiker und zweimaliger Premierminister von Malta
- Ugo Montemurro (1891–1979 in Sirmione), italienischer Offizier
- Ugo Mulas (1928–1973), italienischer Fotograf
- Ugo Perone (* 1945), italienischer Philosoph
- Ugo Pirro (1920–2008), italienischer Drehbuchautor und Schriftsteller
- Ugo Poletti (1914–1997), Erzbischof von Spoleto und Kurienkardinal der römisch-katholischen Kirche
- Ugo Riccarelli (1954–2013), italienischer Schriftsteller
- Ugo Ruggeri (1450–1508), italienischer Jurist und Buchdrucker
- Ugo Sani (1865–1945), italienischer General und Senator des Königreichs
- Ugo Sivocci (1885–1923), italienischer Automobilrennfahrer
- Ugo Tognazzi (1922–1990), italienischer Schauspieler, Regisseur, Schriftsteller und Komödiant
- Ugo Tucci (1917–2013), italienischer Wirtschaftshistoriker

### Familienname
- Antonio Ugo (1870–1950), italienischer Medailleur und Bildhauer auf Sizilien
- Camilo Ugo Carabelli (* 1999), argentinischer Tennisspieler
- Renato Ugo (1938–2020), italienischer Chemiker